# حزامية كابريكورنية
حزامية كابريكورنية (الاسم العلمي: Zostera capricorni) هي نوع من النباتات يتبع جنس الحزامية من الفصيلة الحزامية.